# Francisco Rodríguez Adrados
Francisco Rodríguez Adrados (Salamanca, España, 29 de marzo de 1922-Madrid, España, 21 de julio de 2020) fue un filólogo y helenista español, miembro de la Real Academia Española.

## Vida y obra
Nació en Salamanca el 29 de marzo de 1922. Licenciado en Filología Clásica en 1944 por la Universidad de Salamanca; doctor dos años después, en 1946, por la Universidad de Madrid; Catedrático de Griego en el Instituto Cardenal Cisneros de Madrid en 1949; en 1951, en Barcelona, catedrático de su Universidad; y de la Central (luego Complutense), en 1952 hasta 1988. Dirigió el Departamento de Griego de la UNED entre 1972 y 1976. Fue catedrático (emérito) y presidente de honor de la Sociedad Española de Estudios Clásicos (SEEC) y de la Sociedad Española de Lingüística.
Fue director de las revistas Emerita y Revista Española de Lingüística, de la colección de clásicos griegos y latinos Alma Máter, que publica el CSIC. Colaboró también en periódicos de tirada nacional, como el ABC o El Mundo.
Estudioso del mundo humanístico, especialmente en los estudios sobre Grecia y también la historia de España, sus trabajos también abarcaron investigaciones y traducciones de la literatura griega, latina e india, además de la española.
Fue experto en lingüística indoeuropea y miembro del CSIC, en el que fue director del proyecto de elaboración de un diccionario de griego clásico y medieval, por el que recibió el Premio de la Fundación Aristóteles Onassis en Atenas en 1989, el mayor proyecto lexicográfico de un diccionario griego-español, el DGE, solo por detrás del LSJ. Como filólogo, fue defensor del origen aquitano de los vascos y el vascuence.
Ingresó en la Real Academia Española el 21 de junio de 1990 (sillón d), tomando posesión el 28 de abril del año siguiente; y en la Real Academia de la Historia en febrero de 2004. Miembro de la Academia de Atenas y de la Academia Argentina de las Letras.
A finales de 2012 se le concedió el Premio Nacional de las Letras Españolas de ese mismo año. El jurado hizo hincapié en «sus valiosas incursiones en la lingüística y en el estudio del indoeuropeo».
Falleció el 21 de julio de 2020 en Madrid a los noventa y ocho años.

## Distinciones
- Premio de traducción Fray Luis de León (actual Premio Nacional a la mejor traducción) por su Lírica griega arcaica (1981)[10]
- Medalla del Mérito Docente de la Orden de Alfonso X el Sabio (1983)[11]
- Medalla de la Orden de los Santos Cirilo y Metodio de Bulgaria (1983)
- Premio Menéndez Pidal de investigación en Humanidades (1988)
- Premio Aristóteles de la Fundación Onassis, en representación del Diccionario Griego-Español (1988)
- Orden de Honor Griega Tàgma tís Timís, categoría de Taxiárkhis (1996)
- Gran Cruz de Alfonso X el Sabio (1996)[12]
- Premio Castilla y León de Humanidades (1997)
- Premio León Felipe de Humanidades (1997)
- Doctor Honoris Causa por la Universidad de Salamanca (1998)
- Premio de la Casa de Segovia a la labor cultural (1999)
- Premio González-Ruano de Periodismo (2005)
- Premio Nacional a la Obra de un Traductor (2005)[13]
- Gran Cruz de la Orden del Dos de Mayo (2011)[14]
- Premio Nacional de las Letras Españolas (2012)[9][15]

## Obras

### Estudios
- El sistema gentilicio decimal de los indoeuropeos occidentales y los orígenes de Roma, Madrid, 1948
- Estudios sobre el léxico de las fábulas esópicas. En torno a los problemas de la Koiné literaria, Salamanca, Colegio Trilingüe de la Universidad-CSIC, 1948
- La dialectología griega como fuente para el estudio de las migraciones indoeuropeas en Grecia, Salamanca, Universidad de Salamanca, 1952. Ahora en: La dialectología griega como fuente para el estudio de las migraciones indoeuropeas en Grecia. Con un nuevo prólogo, Madrid, Ediciones Clásicas, 1997, ISBN 8478821082
- Diez inscripciones beocias. Introducción gramatical y comentario del Seminario de filología griega de la Universidad de Madrid, Madrid, 1953
- Introducción a Teognis, Madrid, 1957
- El amor en Eurípide, Madrid, 1959
- El descubrimiento del amor en Grecia. Seis conferencias, Madrid, 1959
- Hombre y mujer en la poesía y la vida griegas, Madrid, 1959
- Estudios sobre las laringales indoeuropeas, Madrid, Instituto Antonio de Nebrija, 1961
  - 2.ª ed.: Estudios sobre las sonantes y laringales indoeuropeas, Madrid, CSIC, 1973
- El héroe trágico y el héroe platónico, Madrid, Taurus, 1962
- Ilustración y política en la Grecia clásica, Madrid, Revista de Occidente, 1966
- Lingüística estructural, 2 vols., Madrid, Editorial Gredos, 1969
- Estudios de lingüística general, Barcelona, Planeta, 1969
- Fiesta, comedia y tragedia. Sobre los orígenes griegos del teatro, Barcelona, Planeta, 1972. Ahora en: Fiesta, comedia y tragedia, Madrid, Alianza Editorial, 1983, ISBN 8420680710
- Evolución y estructura del verbo indoeuropeo, 2 vols., Madrid, Instituto Antonio de Nebrija, 1974
- La Democracia ateniense, Madrid, Alianza Editorial, 1975, ISBN 8420621072
- Lingüística indoeuropea, 2 vols., Madrid, Gredos, 1975, ISBN 8424900499
- Estudios de semántica y sintaxis, Barcelona, Editorial Planeta, 1975
- Semiología del teatro, Barcelona, Editorial Planeta, 1975, ISBN 8432076392
- Utilización de ordenadores en problemas de lingüística, Madrid, Universidad Complutense, 1976
- Orígenes de la lírica griega, Madrid, Biblioteca de la Revista de Occidente, 1976, ISBN 8429287175. Trad. it.: Origini della lirica greca, Roma, L'Erma di Bretschneider, 2007, ISBN 88-8265-435-4
- Introducción a la lexicografía griega, Madrid, Instituto Antonio Nebrija, 1977
- Historia de la fábula greco-latina, 3 vols., Madrid, Editorial de la Universidad Complutense, 1979-1987, ISBN 8474910048
- El mundo de la lírica griega antigua, Madrid, Alianza Editorial, 1981, ISBN 8420622885
- Die raumliche und zeitliche Differenzierung des Indoeuropaischen im Lichte der Vor- und Fruhgeschichte, Innsbruck, Institut fur Sprachwissenschaft der Universitat Innsbruck, 1982, ISBN 385124561X
- Orígenes de la lírica griega, Madrid, Editorial Coloquio, 1986, ISBN 8486093457
- Nuevos estudios de lingüística general y de teoría literaria, Barcelona, Ariel, 1988, ISBN 8434482061
- Nuevos estudios de lingüística indoeuropea, Madrid, CSIC, 1988, ISBN 8400066529
- Nueva sintaxis del griego antiguo, Madrid, Editorial Gredos, 1992, ISBN 8424914805
- Laryngale mit Appendix?, Innsbruck, Institut fur Sprachwissenschaft der Universitat Innsbruck, 1994, ISBN 3851246470
- Sociedad, amor y poesía en la Grecia antigua, Madrid, Alianza Editorial, 1995, ISBN 8420628263. Trad. it.: Società, amore e poesia nella Grecia antica, Roma, L'Erma di Bretschneider, 2009, ISBN 9788882655402
- Manual de lingüística indoeuropea (con Alberto Bernabé y Julia Mendoza), 3 vols., Madrid, Ediciones Clásicas, 1995-1998, ISBN 8478821937
- Democracia y literatura en la Atenas clásica, Madrid, Alianza Editorial, 1997, ISBN 8420628735
- La dialectología griega, hoy. 1952-1995, Madrid, Ediciones Clásicas, 1998, ISBN 8478823328
- Historia de la lengua griega. De los orígenes a nuestros días, Madrid, Editorial Gredos, 1999, ISBN 8424919718
- De nuestras lenguas y nuestras letras, Madrid, Visor libros, 2003, ISBN 847522864X
- Defendiendo la enseñanza de los clásicos griegos y latinos. Casi unas memorias (1994-2002), Madrid, Ediciones Clásicas, 2003, ISBN 8478825266
- De Esopo al Lazarillo, Huelva, Universidad de Huelva, 2005, ISBN 8496373401
- El reloj de la historia. Homo sapiens, Grecia antigua y mundo moderno, Barcelona, Ariel, 2006, ISBN 9788434452121
- Historia de las lenguas de Europa, Madrid, Editorial Gredos, 2008, ISBN 9788424928711
- Hombre, política y sociedad en nuestro mundo, Madrid, Espasa-Calpe, 2008, ISBN 9788467028805.

### Traducciones y ediciones
- Líricos griegos elegíacos y yambógrafos arcaicos (siglos 7.-5. a. C.), 2 vols., Barcelona, Alma Mater, 1956-1959. Ahora en: Líricos griegos elegíacos y yambógrafos arcaicos (siglos 7-5 a. C.), 2 vols., Madrid, CSIC y Tirant lo Blanch, 2010, ISBN 8400070380
- Francisco Aura Jorro, Diccionario micénico, 2 vols., Madrid, Instituto de Filología, 1995-1993, ISBN 8400061292
- Diccionario griego-español, Madrid, CSIC, 1989-1997, ISBN 840006318X
  - La lexicografía griega y el diccionario griego-español (suplemento, con Juan Rodríguez Somolinos), Madrid, CSIC, 2005 ISBN 8400083105
- Tucídides, Historia de la guerra del Peloponeso, Madrid, Centro de Estudios Políticos y Constitucionales, 2002, ISBN 8425912296.

### Miscelánea
- El concepto del hombre en la antigua Grecia. Tres conferencias (con Manuel Fernández Galiano y José S. Lasso de la Vega), Madrid, 1955
- «Te-re-ta wa-na-ka-te-ro y los anaktotelestai», en Minos 10/1969, Salamanca, Universidad de Salamanca
- Tres temas de cultura clásica. Conferencias pronunciadas en la Fundación Universitaria Española los días 25, 27 y 29 marzo de 1974 (con Miguel Dolç y Julio Calonge), Madrid, Fundación Universitaria Española, 1975
- La literatura griega en sus textos (con Esperanza Rodríguez Monescillo y María Emilia Martínez Fresneda), Madrid, Gredos, 1978, ISBN 8424935144
- Introducción a Homero (con Manuel Fernández Galiano, Luis Gil y José Lasso de la Vega), Barcelona, Editorial Labor, 1984, ISBN 843350200X
- Democratie athenienne et culture. Colloque international organisé par l'Academie d'Athènes en cooperation avec l'UNESCO (23, 24 et 25 novembre 1992). Textes presentes par F. R. Adrados, Atene, Akademia Athenon, 1996, ISBN 9607099419.